# Назаров, Иван Николаевич
Иван Николаевич Наза́ров (1906—1957) — советский химик-органик. Академик АН СССР (1953). Лауреат двух Сталинских премий.

## Биография
Родился 30 мая (12 июня) 1906 года в селе Кошелево Владимирской губернии (ныне деревня в Киржачском районе, Владимирской области) в бедной многодетной крестьянской семье. В одиннадцать лет потерял мать, а ещё через четыре года умер отец.
В 1922 году он окончил сельскую школу. C 1923 по 1925 годы преподавал в школе родного села. Позже занял должность инспектора школ в Муроме.
В 1927 году был направлен на учёбу в МСХА имени К. А. Тимирязева. В Академии тогда преподавала целая плеяда выдающихся химиков: И. А. Каблуков, Д. Н. Прянишников, Н. Я. Демьянов. После окончания академии Назаров как молодой специалист был направлен в качестве научного сотрудника в биохимическую лабораторию Никитского ботанического сада.
В 1931 году он поступил в аспирантуру ЛГУ. Его научным руководителем стал химик-органик академик А. Е. Фаворский, работы которого в области химии ацетиленовых соединений считаются классическими. Это в дальнейшем определило выбор того научного направления, которому Назаров посвятил свою жизнь. Под руководством своего учителя он выполнил работу «Металлкетилы жирного и жирноароматического ряда», которую успешно защитил в 1933 году. Уже в аспирантские годы ярко проявились такие черты его характера, как необычайная работоспособность, высокая организованность и феноменальная память.
В 1934—1947 гг. работал в ИОХ АН СССР. В 1942 г. им, в соавторстве с В. А. Кузнецовой, была опубликована статья, в которой описана циклизация дивинилкетонов (образующихся при гидратации дивинилацетиленов) под действием кислот и впервые надёжно установлено строение полученного в результате продукта, замещённого циклопентенона. Такого рода циклизации получили название реакции Назарова; в настоящее время она является одним из важнейших превращений в синтетической органической химии. 
Член ВКП(б) с 1944 года. С 1946 года он — член-корреспондент АН СССР.
В 1947—1957 гг. — профессор МИТХТ. В 1948-1957 годах возглавлял кафедру органической химии МИТХТ.
Основные исследования посвящены химии ацетилена и его производных, особенно винилацетилена. Синтезировал ряд физиологически активных соединений, в том числе промедол; получил карбинольный клей. Методом диенового синтеза Назаров получил стероиды, родственные андрогенам.

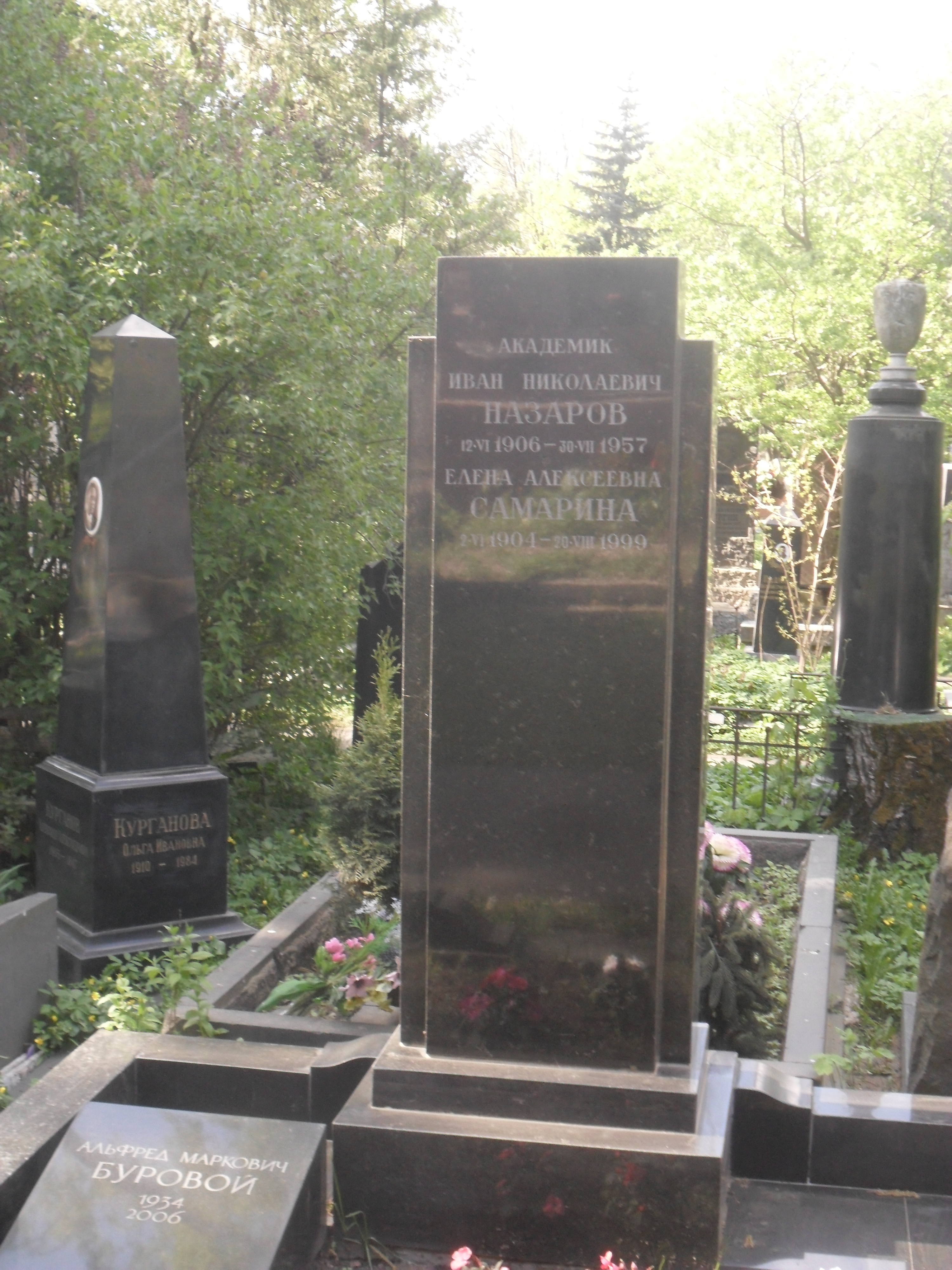
Могила Назарова на Новодевичьем кладбище Москвы.

В 1955 году он был избран членом Леопольдины, в мае 1956 года — членом-корреспондентом Немецкой академии наук в Берлине.
Умер 30 июля 1957 года в Авиньоне (Франция), где проходил Конгресс по чистой и прикладной химии. Похоронен в Москве на Новодевичьем кладбище (участок № 3).

## Награды и заслуги
- Сталинская премия III степени (10 апреля 1942) — за разработку новых клеящих веществ
- Сталинская премия I степени (1946) — за научные исследования в области химии ацетилена и его производных, результаты которых изложены в серии статей «Производные ацетилена» и в статье «Химия винилэтинилкарбинолов» (1943—1945)
- два ордена Трудового Красного Знамени (30 октября 1944)
- орден Красной Звезды[3]
- медали